# Unione Popolare Estone
L'Unione Popolare Estone (in estone: Eestimaa Rahvaliit - ERL) fu un partito politico estone di orientamento ruralista e conservatore-nazionale operativo dal 1994 al 2012; nato col nome di Partito Popolare Rurale Estone (Eesti Maarahva Erakond - EME), fu ridenominato nel 1999.
Nel 2000 vi confluirono due formazioni di ispirazione conservatrice:
- l'Unione Nazionale Estone (Eesti Maaliit - EML), fondata nel 1989[2];
- il Partito Estone dei Pensionati e delle Famiglie (Eesti Pensionäride ja Perede Erakond - EPPE), costituitosi nel 1991 col nome di Unione Democratica Estone della Destra (Eesti Demokraatlik Õigusliit - EDÕL) e ridenominato nel 1994 Unione Estone dei Pensionati e delle Famiglie (Eesti Pensionäride ja Perede Liit - EPPL), mutando ulteriormente denominazione nel 1997[3].

Nel 2021 l'Unione Popolare Estone si fuse col Movimento Nazionalista Estone: nacque così il Partito Popolare Conservatore Estone.

## Risultati elettorali
| Elezione          | Voti    | %     | Seggi    |
| ----------------- | ------- | ----- | -------- |
| Parlamentari 1995 | 174.248 | 32,23 | 41 / 101 |
| Parlamentari 1999 | 35.204  | 7,27  | 7 / 101  |
| Parlamentari 2003 | 64.463  | 13,02 | 13 / 101 |
| Europee 2004      | 18.687  | 8,05  | 0 / 6    |
| Parlamentari 2007 | 39.215  | 7,13  | 6 / 101  |
| Europee 2009      | 8.860   | 2,23  | 0 / 6    |
| Parlamentari 2011 | 12.184  | 2,12  | 0 / 101  |
| 1.                |         |       |          |